# Liste von iOS-Geräten
Dieser Artikel gibt eine Übersicht über alle Apple-Geräte, die mit dem mobilen Betriebssystem iOS oder dem darauf basierenden iPadOS ausgeliefert werden.
Die angegebenen Software-Versionen zeigen die jeweils neueste für das Gerät verfügbare Version. Auch über ältere Geräte wie das iPhone 8 kann die Entwicklerversion von iOS genutzt werden. Die Entwicklerversion ist eine spezielle iOS-Version für Entwickler.

## iPhone-Modelle
| iPhone    | iPhone 3G | iPhone 3GS | iPhone 4  | iPhone 4s | iPhone 5   | iPhone 5c  | iPhone 5s  | iPhone 6   | iPhone 6 Plus | iPhone 6s  | iPhone 6s Plus | iPhone SE (1. Generation) | iPhone 7   | iPhone 7 Plus |
| iOS 3.1.3 | iOS 4.2.1 | iOS 6.1.6  | iOS 7.1.2 | iOS 9.3.6 | iOS 10.3.4 | iOS 10.3.3 | iOS 12.5.6 | iOS 12.5.6 | iOS 12.5.6    | iOS 15.7.1 | iOS 15.7.1     | iOS 15.8.3                | iOS 15.7.1 | iOS 15.7.1    |
| --------- | --------- | ---------- | --------- | --------- | ---------- | ---------- | ---------- | ---------- | ------------- | ---------- | -------------- | ------------------------- | ---------- | ------------- |

| iPhone 8    | iPhone 8 Plus | iPhone X    | iPhone XR | iPhone XS | iPhone XS Max | iPhone 11 | iPhone 11 Pro | iPhone 11 Pro Max | iPhone SE (2. Generation) | iPhone 12 Mini | iPhone 12 | iPhone 12 Pro | iPhone 12 Pro Max |
| iOS 16.7.10 | iOS 16.7.10   | iOS 16.7.10 | iOS 18.6  | iOS 18.6  | iOS 18.6      | iOS 18.6  | iOS 18.6      | iOS 18.6          | iOS 18.6                  | iOS 18.6       | iOS 18.6  | iOS 18.6      | iOS 18.6          |
| ----------- | ------------- | ----------- | --------- | --------- | ------------- | --------- | ------------- | ----------------- | ------------------------- | -------------- | --------- | ------------- | ----------------- |

| iPhone 13 Mini | iPhone 13 | iPhone 13 Pro | iPhone 13 Pro Max | iPhone SE (3. Generation) | iPhone 14 | iPhone 14 Plus | iPhone 14 Pro | iPhone 14 Pro Max | iPhone 15 | iPhone 15 Plus | iPhone 15 Pro | iPhone 15 Pro Max | iPhone 16 | iPhone 16 Plus | iPhone 16 Pro | iPhone 16 Pro Max | iPhone 16e |
| iOS 18.6       | iOS 18.6  | iOS 18.6      | iOS 18.6          | iOS 18.6                  | iOS 18.6  | iOS 18.6       | iOS 18.6      | iOS 18.6          | iOS 18.6  | iOS 18.6       | iOS 18.6      | iOS 18.6          | iOS 18.6  | iOS 18.6       | iOS 18.6      | iOS 18.6          | iOS 18.6   |
| -------------- | --------- | ------------- | ----------------- | ------------------------- | --------- | -------------- | ------------- | ----------------- | --------- | -------------- | ------------- | ----------------- | --------- | -------------- | ------------- | ----------------- | ---------- |

## iPod-touch-Modelle
| iPod touch (1. Generation) | iPod touch (2. Generation) | iPod touch (3. Generation) | iPod touch (4. Generation) | iPod touch (5. Generation) | iPod touch (6. Generation) | iPod touch (7. Generation) |
| iOS 3.1.3                  | iOS 4.2.1                  | iOS 5.1.1                  | iOS 6.1.6                  | iOS 9.3.5                  | iOS 12.5.6                 | iOS 15.7.1                 |
| -------------------------- | -------------------------- | -------------------------- | -------------------------- | -------------------------- | -------------------------- | -------------------------- |

## iPad-Modelle
| iPad      | iPad (2. Generation) | iPad (3. Generation) | iPad (4. Generation) | iPad (5. Generation) | iPad (6. Generation) | iPad (7. Generation) | iPad (8. Generation) | iPad (9. Generation) | iPad (10. Generation) |
| --------- | -------------------- | -------------------- | -------------------- | -------------------- | -------------------- | -------------------- | -------------------- | -------------------- | --------------------- |
| iOS 5.1.1 | iOS 9.3.6            | iOS 9.3.6            | iOS 10.3.4           | iPadOS 16.7.11       | iPadOS 17.7.9        | iPadOS 18.6          | iPadOS 18.6          | iPadOS 18.6          |                       |
|           |                      |                      |                      |                      |                      |                      |                      |                      |                       |

## iPad-mini-Modelle
| iPad mini | iPad mini 2 | iPad mini 3 | iPad mini 4 | iPad mini 5 | iPad Mini 6 |
| iOS 9.3.6 | iOS 12.5.6  | iOS 12      | iPadOS 18.6 | iPadOS 18.6 | iPadOS 18.6 |
| --------- | ----------- | ----------- | ----------- | ----------- | ----------- |

## iPad-Air-Modelle
| iPad Air   | iPad Air 2    | iPad Air 3  | iPad Air 4  | iPad Air 5  |
| iOS 12.5.6 | iPadOS 15.8.3 | iPadOS 18.6 | iPadOS 18.6 | iPadOS 18.6 |
| ---------- | ------------- | ----------- | ----------- | ----------- |

## iPad-Pro-Modelle
| iPad Pro 12,9" (1. Generation) | iPad Pro 12,9" (2. Generation) | iPad Pro 12,9" (3. Generation) | iPad Pro 12,9" (4. Generation) | iPad Pro 9,7" | iPad Pro 10,5" | iPad Pro 9,7" (5. Generation) |  |
| iPadOS 16.7.10                 | iPadOS 18.6                    | iPadOS 18.6                    | iPadOS 18.6                    | iPadOS 18.6   | iPadOS 18.6    | iPadOS 18.6                   |  |
| ------------------------------ | ------------------------------ | ------------------------------ | ------------------------------ | ------------- | -------------- | ----------------------------- |  |